# La Rabouilleuse (film, 1944)
Pour les articles homonymes, voir La Rabouilleuse (homonymie).
Pour plus de détails, voir Fiche technique et Distribution.
La Rabouilleuse est un film français réalisé par Fernand Rivers, sorti en 1944.
Il s'agit d'une adaptation du roman La Rabouilleuse d'Honoré de Balzac.

## Synopsis
Adaptation très libre du roman éponyme, le film retrace surtout les aventures violentes de Philippe Bridau, ex-soldat de Napoléon mis en demi-solde, puis expulsé pour complot. Philippe retrouve à Issoudun le demi-frère de sa mère, Rouget qui vit avec une servante, Flore Brazier, dont le vieil homme s'est amouraché au point de la déclarer sa légataire universelle et de l'épouser. Philippe tue l'amant de Flore et à la mort de son oncle, il part avec Flore qu'il rend très malheureuse.

## Fiche technique
- Titre : La Rabouilleuse
- Réalisation : Fernand Rivers
- Assistant-réalisateur : René Delacroix
- Scénario, adaptation et dialogues : Émile Fabre, d'après le roman d'Honoré de Balzac
- Photographie : Jean Bachelet
- Montage : Madeleine Gug
- Musique : Henri Verdun
- Décors : Henri Ménessier
- Son : René Lécuyer
- Producteur : Fernand Rivers
- Société de production : Les Films Fernand Rivers
- Pays de production :  France
- Langue de tournage : Français
- Format : Noir et blanc — 35 mm — 1,37:1 — Son : Mono
- Genre : Film dramatique
- Durée : 100 minutes (1 h 40)
- Date de sortie :	
  - France : 2 février 1944 (Paris)
- Visa d'exploitation : 608 (délivré le 28/02/1944)
- Affiche : Pierre Segogne (France)

## Distribution
- Suzy Prim : Flore Brazier
- Fernand Gravey : Philippe Bridau
- Pierre Larquey : Jean-Jacques Rouget
- André Brunot : le capitaine Renard
- Jacques Erwin : Maxime
- Catherine Fonteney : Agathe Bridau
- Raymond Galle : Joseph Bridau
- Marguerite Pierry : La Védie